# هاروکی موراکامی
هاروکی موراکامی (به ژاپنی: 村上春樹) (زادهٔ ۱۲ ژانویه ۱۹۴۹) نویسندهٔ ژاپنی است و کتاب‌ها و داستان‌های او در ژاپن و همچنین در سطح جهانی پرفروش شده و به ۵۰ زبان دنیا برگردانده شده‌اند. میلیون‌ها نسخه از آن‌ها در خارج از کشور خودش به فروش رفته‌است.
کارهای او جوایز متعددی را از جمله جایزه جهانی فانتزی، جایزهٔ بین‌المللی داستان کوتاه فرانک اوکانر، جایزهٔ فرانتس کافکا و جایزهٔ اورشلیم را دریافت کرده‌است. برجسته‌ترین آثار موراکامی عبارتند از: تعقیب گوسفند وحشی، جنگل نروژی، کافکا در کرانه و کشتن کمانداتور. داستان‌های او بعدها از سوی ادبیات ژاپن محکوم به غیر ژاپنی بودن می‌شوند و مورد انتقاد قرار می‌گیرد. آن‌ها معتقد بودند که نوشته‌های او تأثیرگرفته از ریموند چندلر، کرت وونه‌گات و ریچارد براتیگان عنوان می‌شوند. داستان‌های او بیشتر سرنوشت‌باور، سوررئالیستی و دارای تم تنهایی و ازخودبیگانگی است. استیون پل از روزنامهٔ گاردین، موراکامی را برای دستاوردها و آثارش او را در میان بزرگ‌ترین نویسندگان قرار داده‌است.

## زندگی
موراکامی در ۱۲ ژانویه ۱۹۴۹ در کیوتو در ژاپن به دنیا آمد. او در واقع در اواسط قرن بیستم و در زمانی متولد شد که به دوران «رونق کودک» نام گرفته‌است که منظور نرخ افزایش ازدواج و تولد کودکان با افزایش قابل توجه و پایدار در میزان باروری در بسیاری از کشورهای جهان، به ویژه در غرب است. او تنها فرزند خانواده بود. پدرش پسر یک کشیش بودایی بود و مادرش دختر یک بازرگان از اوساکا بود و هر دوی آن‌ها ادبیات ژاپنی را تدریس می‌کردند.
او از دوران کودکی مثل کوبو آبه، به شدت تحت تأثیر فرهنگ غرب و همچنین موسیقی و ادبیات روسیه بود. او با خواندن طیف گسترده‌ای از آثار نویسندگان اروپایی و آمریکایی مانند فرانتس کافکا، گوستاو فلوبر، چارلز دیکنز، کورت وونه‌گات، فیودور داستایوفسکی، ریچارد براتیگان و جک کرواک بزرگ شد. همین تأثیرات غربی است که موراکامی را از بیشتر دیگر نویسندگان ژاپنی متمایز می‌کند.
در سال ۱۹۶۸ به دانشگاه هنرهای نمایشی واسدا رفت و در سال ۱۹۷۱ با همسرش یوکو ازدواج کرد. شغل همسرش از سال ۱۹۷۴ تا ۱۹۸۱ در یک فروشگاه صفحه‌های موسیقی بود. موراکامی یک قهوه‌فروشی و بارِ جاز در کوکوبونجی توکیو باز کرد که با همسرش آنجا را اداره می‌کردند. آن‌ها تصمیم گرفتند بچه‌دار نشوند.
موراکامی یک دوندهٔ ماراتن و از علاقه‌مندان به این ورزش است، هرچند تا ۳۳ سالگی هنوز دویدن را شروع نکرده بود. در ۲۳ ژوئن ۱۹۹۶، او اولین اولتراماراتن خود را که یک مسابقهٔ ۱۰۰ کیلومتری در اطراف دریاچهٔ ساروما در هوکایدو ژاپن انجام داد. او رابطه‌اش با دویدن را در کتاب خاطراتی به نام وقتی از دویدن حرف می‌زنم از چه حرف می‌زنم در سال ۲۰۰۸ بازگو کرده‌است. عنوان این کتاب از یک مجموعه‌داستان، اثر ریموند کارور به نام از عشق که حرف می‌زنم از چه حرف می‌زنم گرفته شده‌است. کارور از نویسندگان محبوب موراکامی است. او از همسر کارور، تس گالاگر که به وی اجازه داد کتابش را با این عنوان منتشر کند تشکر کرد.
در سال ۱۹۸۱ بار جازش را فروخت و نویسندگی را پیشهٔ حرفه‌ای خودش کرد. در سال ۱۹۸۲، رمان تعقیب گوسفند وحشی از او منتشر شد که در همان سال جایزهٔ ادبی نوما را دریافت کرد. در اکتبر ۱۹۸۴ به شهر کوچک فوجیتساوا در نزدیکی کیوتو نقل مکان کرد و در سال ۱۹۸۵ به سنداگایا. در سال ۱۹۸۵، کتاب سرزمین عجایب و پایان جهان را منتشر کرد که جایزهٔ جونیچی را گرفت. رمان چوب نروژی در سال ۱۹۸۷ از موراکامی منتشر شد. در سال ۱۹۹۱ به پرینستون نقل مکان کرد و در دانشگاه پرینستون به تدریس پرداخت. او در سال ۱۹۹۶ جایزه یومیوری را گرفت و در سال ۱۹۹۷ رمان زیرزمینی را منتشر کرد. او در سال ۲۰۰۱ به ژاپن بازگشت.

## حرفه نویسندگی

### سه‌گانهٔ موش صحرایی
موراکامی وقتی که ۲۹ ساله بود، شروع به نوشتن داستان کرد. خودش می‌گوید: «من قبل از آن چیزی ننوشته بودم و یک شخص معمولی بودم، یک باشگاه جاز داشتم و هیچ نوشته‌ای خلق نکرده بودم». ایده و فکر نوشتن اولین رمانش به نام به آواز باد گوش بسپار در سال ۱۹۷۹، وقتی به او الهام شد که در حال تماشای یک بازی بیس‌بال بود. در سال ۱۹۷۹ این رمان منتشر شد و در همان سال جایزهٔ نویسنده جدید گونزو را دریافت کرد. موفقیت ابتدایی موراکامی با به آواز باد گوش بسپار او را تشویق کرد تا به نوشتن ادامه دهد.
یک سال بعد در سال ۱۹۸۰ رمان پین‌بال ۱۹۷۳ را که قسمت دیگری از سه‌گانهٔ موش صحرایی بود منتشر کرد. درواقع، به آواز باد گوش بسپار، پین‌بال ۱۹۷۳ و تعقیب گوسفند وحشی، سه قسمت یا اپیزود از داستان سه‌گانهٔ موش صحرایی هستند و متمرکز بر همان راوی به نام «موش» هستند. «سرانجام» و «رقص، رقص، رقص» بعداً نوشته شده و بخشی از این سه‌گانه سری در نظر گرفته نشده‌است.
دو رمان اول تا سال ۲۰۱۵ به‌طور گسترده در ترجمهٔ انگلیسی خارج از ژاپن در دسترس نبود، هرچند نسخهٔ انگلیسی که توسط آلفرد باینباوم که یک مترجم آمریکایی است، از روی یادداشت‌هایی ترجمه شده بود که توسط بزرگ‌ترین ناشر ژاپنی به نام کودانشا که دفتر اصلیش در توکیو مستقر است و به عنوان بخشی از مجموعه‌ای که برای دانش‌آموزان ژاپنی زبان انگلیسی طراحی شده بود. البته موراکامی دو رمان اول خود را نابالغ و ناتوان می‌داند و معتقد است که آنها را نباید به زبان انگلیسی ترجمه کرد. او در مورد رمان در تعقیب گوسفند وحشی می‌گوید: «اولین کتابی بود که من می‌توانستم نوعی احساس شادی را به گفتن یک داستان احساس کنم. وقتی یک داستان خوب می‌خوانید، فقط خواندن را ادامه می‌دهید و از آن لذت می‌برید و من وقتی یک داستان خوب نوشتم، فقط از نوشتن لذت بردم.»

### تجلیل گسترده‌تر
در سال ۱۹۸۵، موراکامی کتاب سرزمین عجایب بیرحم و پایان جهان را نوشت که فانتزی رؤیایی که عناصر جادویی کار او بود را تبدیل به چیزی بیشتر و جدیدتر در سبک نوشتنش تبدیل کرد. او در سال ۱۹۸۷ با انتشار جنگل نروژی که یک داستانی در مورد دلتنگی، از دست دادن و همین‌طور رابطهٔ جنسی است را نوشت که یک موفقیت بزرگ و شناخت ملی به دست آورد. این کتاب در میلیون‌ها نسخه در بین جوانان ژاپنی فروخته شد. این کتاب، موراکامی ناشناس را در کانون اصلی توجه قرار داد و پس از آن او ژاپن را ترک کرد. خودش در این باره می‌گوید: «زمانی که من ژاپن را در سال ۱۹۸۶ یا ۱۹۸۷ ترک کردم، نویسندهٔ مشهوری بودم. اما بعضی از مردم فکر می‌کردند که من برای به دست آوردن شهرت فرار کرده‌ام ولی من فقط می‌خواستم به تنهایی و از صمیم قلب خودم به همه چیز نگاه کنم، چون در ژاپن من خیلی شناخته‌شده بودم ولی در اروپا من هیچ‌کس نبودم.»
موراکامی از اروپا به آمریکا سفر کرد. در ایالات متحده زندگی کرد و اکنون و در حال حاضر در اویسو، کاناگاوا که یک منطقهٔ مسکونی در ژاپن است، زندگی می‌کند و یک دفتر کار در توکیو دارد.
موراکامی یک همکار نوشتن در دانشگاه پرینستون واقع در پرینستون ایالت نیوجرسی و در دانشگاه توفست در مدفورد ماساچوست و دانشگاه هاروارد در کمبریج ماساچوست بود. همکار نوشتن یک معلم، استاد یا مشاور است که به آموزش در کالج و دانشگاه در دوره‌های خاص یا زمینه‌های علمی کمک می‌کند.

## آثار

### رمان‌ها
- به آواز باد گوش بسپار (۱۹۷۹)
- پین‌بال ۱۹۷۳ (۱۹۸۰)
- تعقیب گوسفند وحشی (۱۹۸۲)
- سرزمین عجایب بیرحم و ته دنیا (۱۹۸۵)
- جنگل نروژی (۱۹۸۷)
- برقص، برقص، برقص (۱۹۸۸)
- جنوب مرز، غرب خورشید (۱۹۹۲)
- سرگذشت پرنده کوکی (۱۹۹۵)
- دلدار اسپوتنیک (۱۹۹۹)
- کافکا در کرانه (۲۰۰۲)
- پس از تاریکی (۲۰۰۴)
- ۱کیو۸۴ (۲۰۱۰)
- سوکورو تازاکی بی‌رنگ و سال‌های زیارتش (۲۰۱۳)
- کشتن کمانداتور (۲۰۱۷)
- شهر و دیوارهای نامطمئنش (۲۰۲۲)

### مجموعه داستان‌ها
- پس از زلزله (شش داستان در فاصله سالهای ۲۰۰۰–۱۹۹۹) (۲۰۰۰)
- فیل ناپدید می‌شود (هفده داستان در فاصله سالهای ۱۹۹۱–۱۹۸۰) (۲۰۰۵)
- بید کور، زن خفته (۲۴ داستان در فاصله سالهای ۲۰۰۵–۱۹۸۰) (۲۰۰۹)
- مردان بدون زنان (هفت داستان در فاصله سالهای ۲۰۱۴–۲۰۱۳) (۲۰۱۴)
- پرنده کوکی و زن سه‌شنبه
- اعلامیه کانگورو
- اول شخص مفرد (هشت داستان در فاصله سالهای ۲۰۲۰–۲۰۱۸) (۲۰۲۰)

### دیگر کتاب‌ها
| نسخهٔ اصلی                                                    | نسخهٔ اصلی | نسخهٔ انگلیسی   | نسخهٔ انگلیسی |
| عنوان                                                        | سال       | عنوان          | سال          |
| ------------------------------------------------------------ | --------- | -------------- | ------------ |
| バースデイ・ストーリーズ Bāsudei sutōrīzu = Birthday stories | ۲۰۰۲      | داستان‌های تولد | ۲۰۰۴         |
| ふしぎな図書館 Fushigi na toshokan                           | ۲۰۰۵      | کتابخانه عجیب  | ۲۰۱۴         |

## فیلم‌های اقتباس شده
- ماشینم را بران به کارگردانی ریوسوکی هاماگوچی در سال ۲۰۲۱
- سوزاندن به کارگردانی لی چانگ-دونگ در سال ۲۰۱۸